# 沈月毛
沈月毛（1965年2月—），国家杰出青年科学基金获得者，山东大学教授。

## 生平
1986年本科毕业于安徽师范大学，1989年于中国科学院昆明植物研究所获硕士学位，同年留所工作。1995年至1998在美国华盛顿大学博士学习，于1999年获中国科学院昆明植物研究所博士学位。2004年至2010年任厦门大学生命科学学院教授。2010年调至山东大学，现任山东大学药学院和微生物技术国家重点实验室教授。

## 学术贡献
主要从事微生物活性次级代谢产物的发现、生物学功能等研究工作。主持国家杰出青年科学基金、国家自然科学基金重点项目、国家重点研发计划项目等科研项目多项。在Nat. Chem. Biol.、J. Am. Chem. Soc.等期刊发表论文80余篇，获授权发明专利21件。所负责的“天然产物化学生物学”创新团队为教育部创新团队，并获教育部2017“创新团队发展计划”滚动支持。